# Nakládací rampa

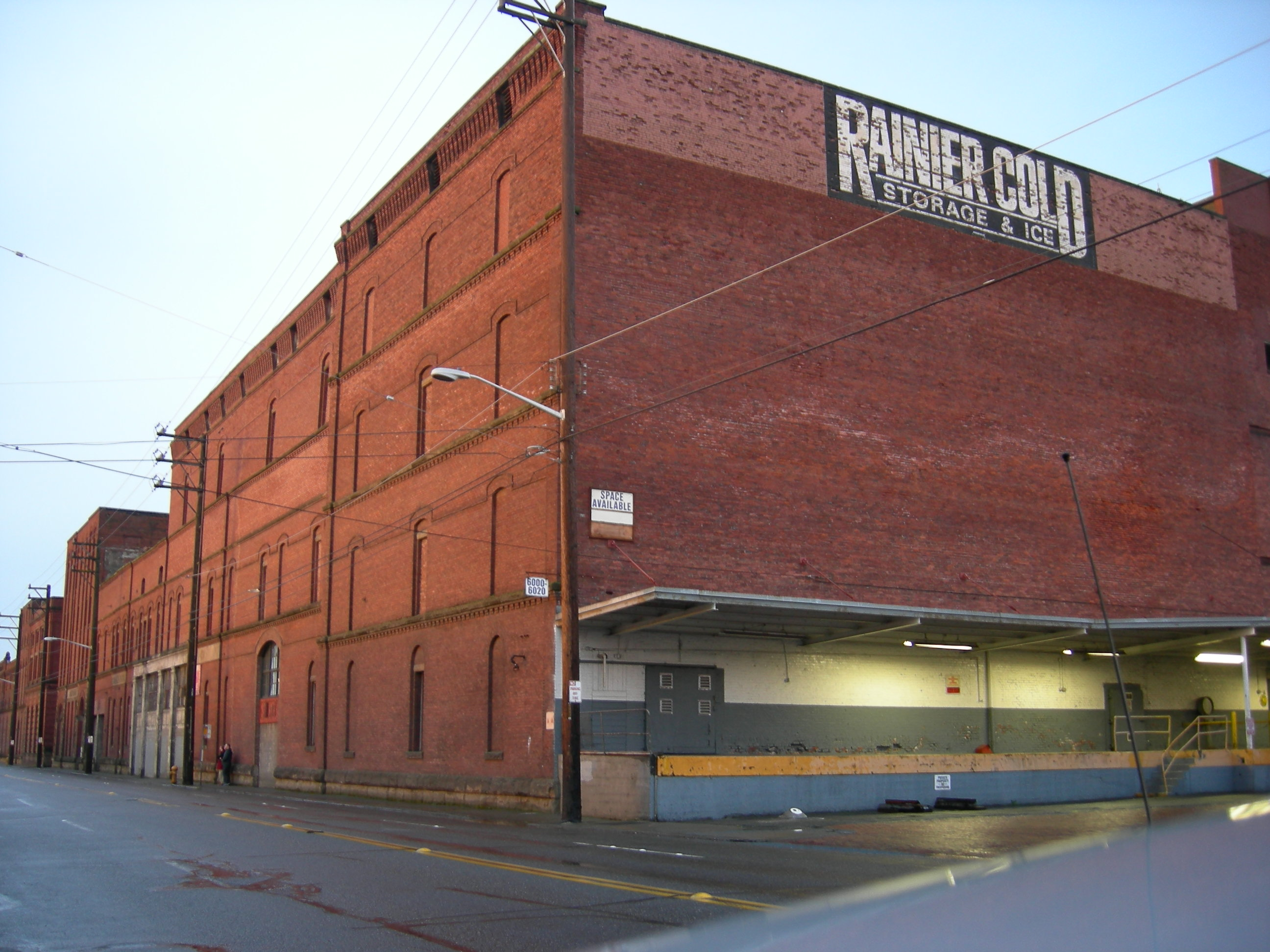
Rampa u zdi skladu

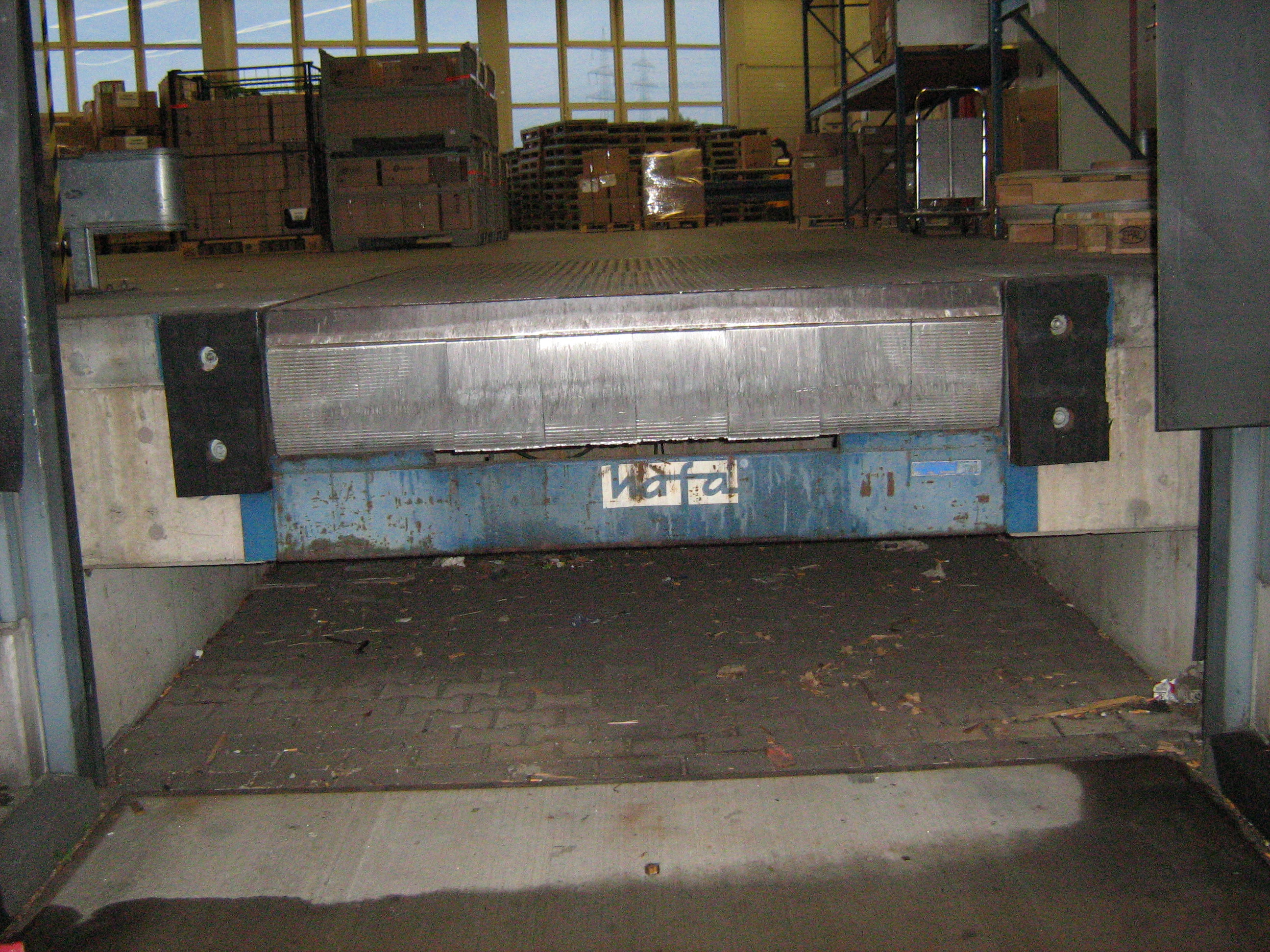
Rampa s vyrovnávacím můstkem

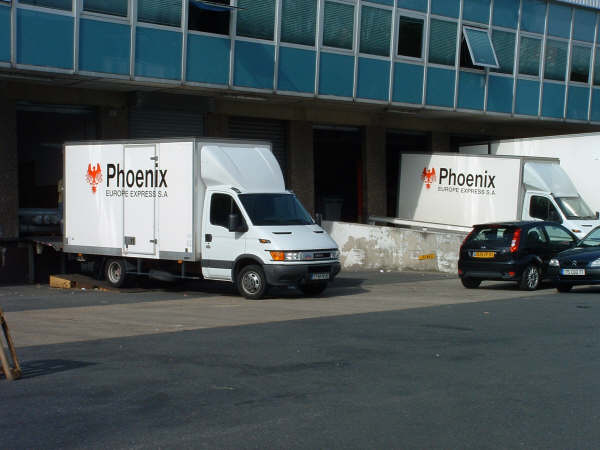
Dodávkové automobily u rampy

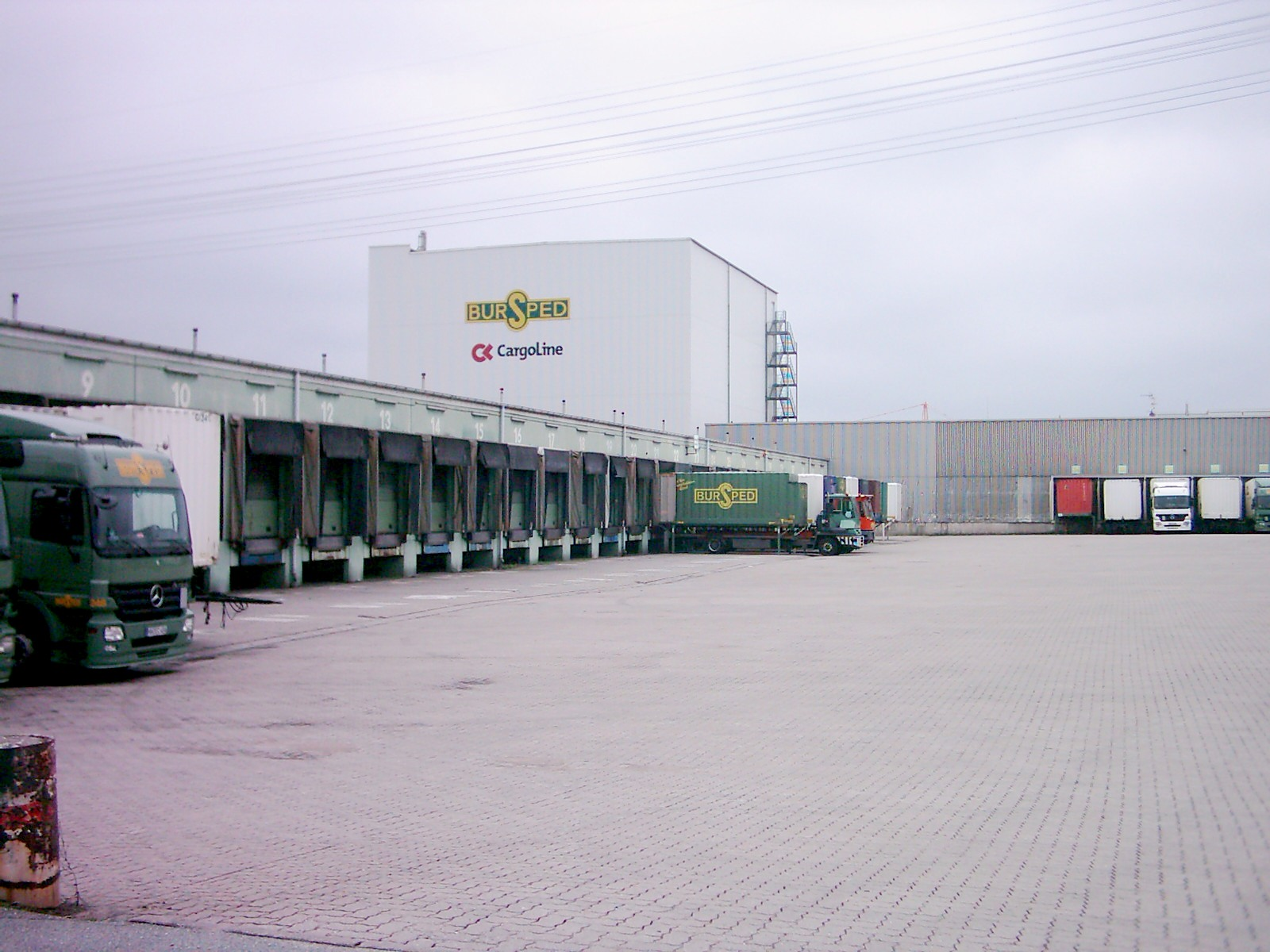
Zakrytá rampa, pouze otvory pro nakládání

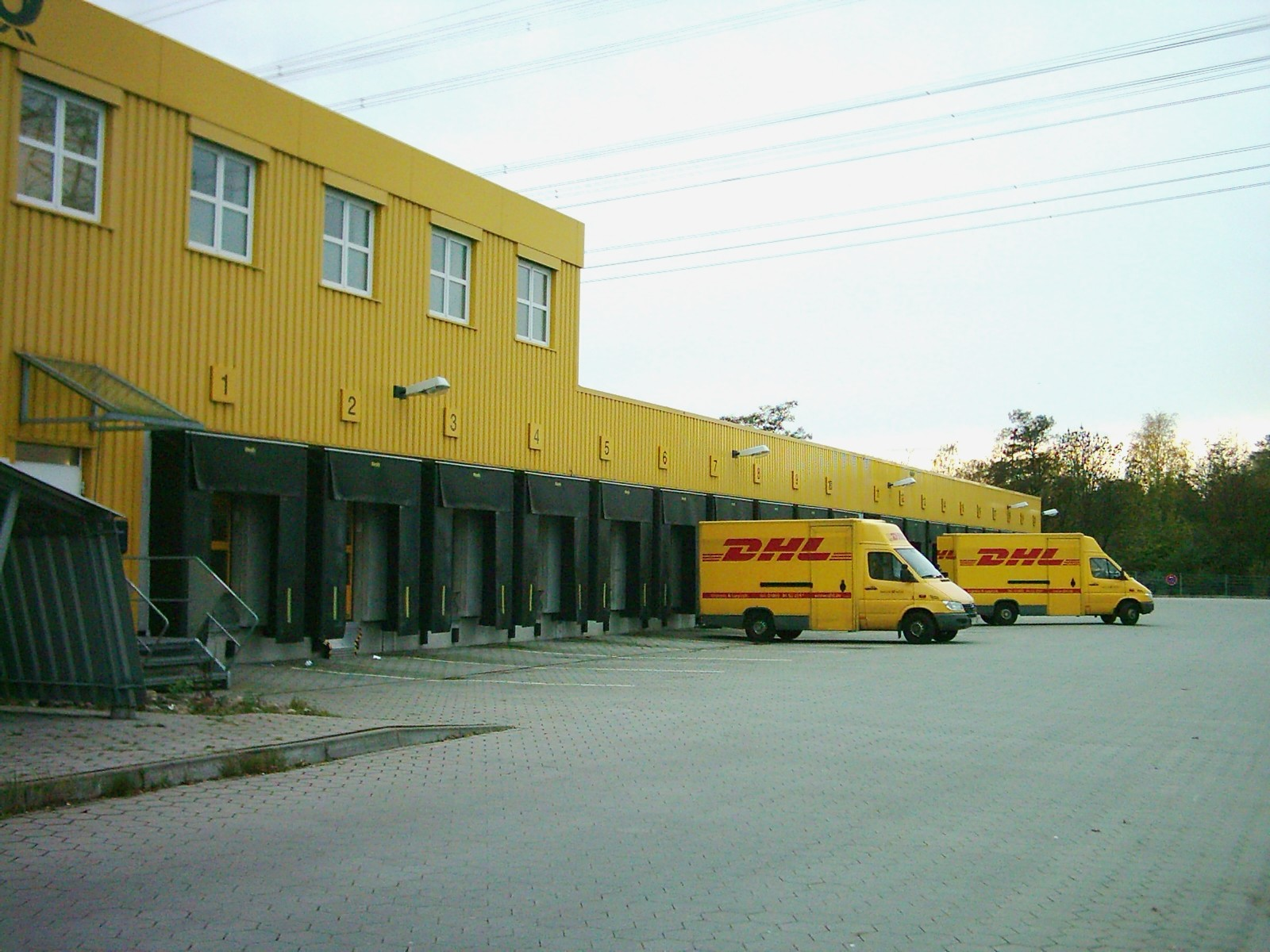
Rampa s nakládacími otvory

Nakládací rampa je část stavby, která umožňuje manipulaci s materiálem mezi dopravním prostředkem a stavbou bez překonávání výškového rozdílu.

## Koncepce a určení nakládací rampy
Nakládací rampa slouží k manipulaci s materiálem mezi prostory výrobní, skladové nebo obchodní budovy a dopravními prostředky. Povrch rampy je výškově ve stejné úrovni jako podlaha související budovy, případně navazujícího podlaží vícepodlažní budovy. Výška navazující pozemní komunikace je taková, aby podlaha ložné plochy dopravního prostředku byla ve stejné úrovni, jako povrch rampy. Pokud se předpokládá užití více druhů dopravních prostředků, může být v různých místech rampy výška nad komunikací různá. Dalším řešením je použití zdvihacího zařízení (můstku), kam najede vozidlo s nižší ložnou plochou a následně je zdviženo do vhodné výšky. Vlastní rampa umožňuje přistavení dopravního prostředku nadoraz k rampě tak, aby mezi hranou ložné plochy a hranou rampy byla co nejmenší mezera. Na svislé části rampy může být nárazník, aby nedocházelo k poškození vozidel. Dopravním prostředkem jsou zde míněny nákladní automobily s valníkovou nebo skříňovou nástavbou, jim odpovídající přívěsy a návěsy. V menší míře pak dodávkové automobily, případně nákladní železniční vozy.

## Používání nakládací rampy
Účelem, pro který se rampa zřizuje, je zrychlení nakládky (vykládky, překládky) materiálu mezi prostorami v budově a dopravním prostředkem. Stejná výška rampy a ložné plochy dopravního prostředku umožňuje zajíždět přímo do vozidla ručními vozíky, rudly, kontejnery s kolečky. Pokud se mezera mzi hranou rampy a hranou ložné plochy zakryje, je možné vjíždět na korbu vozidla i nízkozdvižnými vozíky. Nejlépe se rampa využije při překládání zboží, které se nevyplatí paletizovat, případně zboží, které se vykládá po částech při zastávkách během rozvážky. Nepaletizované zboží mohou být například stohy přepravek s nápoji v lahvích nebo kartonové krabice. Poštovní zásilky, noviny a časopisy nebo prádlo k vyprání se mohou transportovat v kontejnerech opatřených kolečky. Automobily vybavené zvedací plošinou se mohou ve skladu nebo výrobním závodě nakládat z rampy, u odběratele se vykládají pomocí plošiny.

## Vybavení nakládací rampy
Nakládací rampa je prakticky vždy zastřešená, osvětlená a její součástí jsou schody, které umožňují řidičům pohodlný přístup z úrovně vozovky na rampu. Běžná uspořádání nakládacích rampy mohou být:
- Rampa přiléhá k vnější zdi budovy. Zastřešení je přednostně součástí budovy. Osvětlení svítidly obdobnými svítidlům veřejného osvětlení na výložnících.
- Rampa je uvnitř budovy, vozidla zajíždějí do budovy, například do podzemního podlaží obchodního domu.
- Rampa je zcela zakrytá, ve stěně budovy jsou uzavíratelné otvory, ke kterým zajíždějí dodávkové a nákladní automobily. Veškerá manipulace probíhá uvnitř budovy, automobily zůstávají mimo budovu.

V současnosti se rampy vyrábí nejčastěji jako:

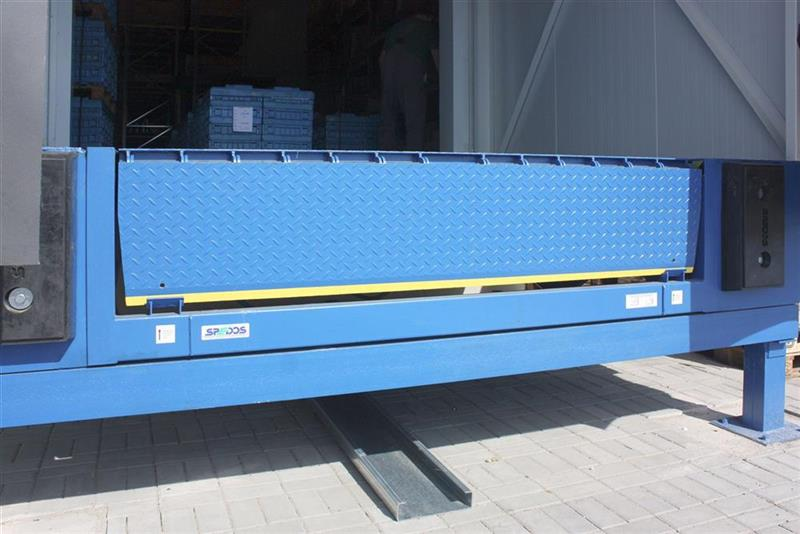
Nakládací rampa se sklopnou lištou

- Rampa se sklopnou lištou
- Rampa s výsuvnou lištou
- Rampa sklopná
- Rampa klapková
- Rampa ve formě nůžkové plošinyNakládací rampa se sklopnou lištou